# Tyren (stjernetegn)
 For alternative betydninger, se Tyr. (Se også artikler, som begynder med Tyr)

Tyren (Taurus) er det andet stjernetegn i dyrekredsen og ligger mellem Vædderen og Tvillingerne. Solen bevæger sig siderisk igennem Tyren fra midten af maj til sidste del af juni ulig stjernetegnets periode fra midten/sidst i april til midten/sidst i maj.

## Astronomisk
Tegnet er fuldt synligt fra 88°N til 58°S.
Aldebaran er tyrens røde øje, og ses tydeligt på himlen. Derudover er stjernehobene Plejaderne og Hyaderne, samt Krabbetågen som er resterne en supernova, en del af stjernebilledet Tyren.

## Mytologisk
- Græsk: Tyren er den tyr som Zeus forvandlede sig til da han ville forføre kongedatteren Europa.
- Bibelsk: Dansen om guldkalven.
- Egyptisk: Apis-tyren blev fejret i foråret i Ægypten ca. omkring 4.000 f.kr. på det tidspunkt befandt solen sig ved forårsjævndøgn i Tyrens tegn.
- Nordisk: Hymers alvstyr Himinhrjod, som Thor rev hovedet af for at kunne bruge det som madding under sin fisketur med Hymer.

## Astrologisk
- Periode: 21. april til 20. maj.
- Planethersker: Venus (♀)
- Element: Jord
- Type: Fixed
- Legemsdel: Halsen

## Datalogi
Tegnet for Tyren ♉ findes i tegnsættet unicode som U+2649 "Taurus".